# أدب رائج
شهد الأدب في الألفية الجديدة إلحاح بعض الظواهر على الوسط الثقافي العربي، التي كانت موجودة بالفعل من قبل، لكن لم يكن لها مثل هذا الحجم من الاهتمام والحشد الإعلامي الذي يدفع بها إلى صدارة المشهد ويسلط عليها الأضواء، ففيما يتعلق بالرواية، النوع الأدبي الذي يتصدر المشهد الإبداعي الآن، جذب انتباه الجميع ظاهرة الرواية الرائجة أو الأكثر مبيعا الـ"Best seller "، أي التي تحظى بأعلى نسب من إعادة الطبعات والبيع والقراءة خاصة في أوساط الشباب في المرحلة الثانوية والتعليم الجامعي.. مثل السلاسل الأدبية اشتهر بها نبيل فاروق وأحمد خالد توفيق رغم أنها بقيت غير معترف بها رسميا..
ظاهرة الرواية الأكثر مبيعا أو الرواية الرائجة ليست حديثة الظهور عربيا بل هي ظاهرة قديمة، بدايات الظاهرة التي عرفت البيست سيلر، حيث تعود إلى عام 1985 عندما نشرت إحدى مجلات الأدب والنقد الأميركية الجديدة، هي مجلة book man ، قائمة لأفضل الكتب مبيعا وكانت هذه القائمة مستندة إلى تقارير مبيعات الكتب في المكتبات المعروفة على امتداد الولايات المتحدة وتبعت هذه المجلة غيرها، ونشأ تنافس في مدى المصداقية التي فازت بها النيويورك تايمز والـ«Publishers Weekly»، كما يرى الكاتب الراحل فؤاد قنديل في مقال له بعنوان “أين تقرير الـDNA للروايات الأكثر مبيعا في مصر” والمنشور في مجلة الثقافة الجديدة، يرى فيه أن المصطلح تسلّل على استحياء منذ سبعين عاما تقريبا، بعد أن وضع أحد الناشرين في ركن بارز لافتة الأكثر مبيعا فوق رفوف بها كتب مرت عليها سنوات ولا تزال أغلب نسخها قابعة في المخازن، ومبيعاتها منخفضة بشكل مستفز ومثير للحيرة، وخلال أسابيع قليلة اختفت الكتب بعد أن أقبل عليها القراء.. فروايات إحسان عبد القدوس في الخمسينيات والستينيات كانت تحظى بالنسب الأعلى قراءة لتحررها في مجتمع تخطو المرأة فيه لنيل حقوقها، هذا فضلا عن ما أحيط بموضوعاتها الاجتماعية الشائكة من صراعات دائمة مع الموروث الثقافي، جمعت روايات «إحسان» بين قيم مجتمعية ناهضة وقيم فنية رفيعة، في المقابل كانت هناك نصوص «خليل حنا تادرس» التي يُذكر أنها حققت مبيعات وصلت لخمس عشرة ألف نسخة، وروايات محمود عبد الرازق، كما كان هناك دائما أدب خفيف مثل نصوص د. نبيل فاروق، وأحمد خالد توفيق، وهو ما كان يمثل حلقة وصل بين مرحلة أولية من القراءة تنضج بعدها الذائقة وتتعمق الرؤية لتنتقل لمرحلة قرائية أخرى، لذا كانت هذه الروايات متوازية دائما مع النص العالي القيمة الجمالية والفكرية..
غالبا ما تلعب موضوعات الرواية الرائجة في السنوات الأخيرة على التابوهات الثلاثة الجنس والدين والسياسة ففي نصوص أحلام مستغانمي ونوال السعداوي وعلاء الأسواني أمثلة لتلك التنويعات بأشكال مختلفة، ويزداد هذا الانتشار مع فرص الترجمة للعديد من اللغات الأوربية؛ وحبذا لو وصلت الرواية للمنع أو المصادرة، هنا تصبح الدعاية السلبية لمصلحة انتشارها وكثرة عدد طبعاتها وذيوع تداولها في ما يشبه الخفاء..
و الملاحظة التي تشد انتباه المتابع للمشهد الروائي العربي في الآونة الأخيرة أن الروايات التي يقال عنها أنها الأكثر مبيعا هي غالبا التي تختص بسمات محددة لا تتوافر فيها قيم فنية رفيعة، تجمع بين العنف والدم والجنس وتجاور الفقر الشديد مع الغنى، وذلك من خلال أحداث تجمع بين عدد هائل من الشخصيات، على نحو لا يعطى كل شخصية حقها في العمق والنماء الذاتى، كما تستند على موضوعات مشوقة فقط تضمن لها الانتشار وسط فئة سنية معينة..
كما تتبدى في الروايات الأكثر مبيعا قيم الاستهلاك فهي ملونة وصارخة الانفعالات، فيها تتوارى القضايا الوجودية التي ظلت تمثل أسئلة الإنسان الملحة والمتجددة بصيغ متغايرة في الزمن البشري، حيث الأدب الحقيقي هو التمثيل الجمالي للحياة بأسئلتها الأزلية، حالة الموازاة الرمزية للواقع...
و يبقى الاستهلاك السريع هو سمة الرواية الرائجة لسهولة قراءتها وبساطة الموضوعات التي تتناولها، ومن ثم المتعة اللحظية غير الغامضة، وسرعة الانتهاء منها، لغتها شبة تقريرية تعالج في معظم موضوعاتها اللعب على الغرائز لا القيم الوجودية والفلسفية، سريعة التناول، ومن ثم ينتهى المتلقي منها بلا جهد، كثوب يبلى بمجرد الارتداء، ويحتاج المستهلك أو القارئ لما بعدها من نصوص، وهو مايدير ماكينات طباعة دور النشر، ويروج لمبدعي أنصاف المواهب، والقراء الباحثين عن وجبات سريعة للتسلية ودغدغة المشاعر، على الغالب تشبه رواية الـ Best seller الموجودات الهشة والمسطحة التي لا تصمد في الزمن، ولايستمر جمالها متدفقا عند كل قراءة متجددة في التاريخ..
وتنهض روايات أخرى على عنصر التشويق: الحبكة البوليسية والمطاردات، أجواء الرعب والظواهر الغرائبية، رواية الغيبيات التي تتناول عالم السحر والمخدرات والدعارة، النصوص التي تعالج فوضى المجتمعات العشوائية بعلاقاتها وغرابتها وذيوع عوالم الجريمة، أوالعوز المذل لكل معنى إنساني نبيل..
كما أن الحاجات اليومية والأحداث العادية التي تمر بحياة هذه الفئة الشبابية التي تقرأ هذه النصوص هي التي تشكل موضوعات وأحداث السرد في هذه الأعمال؛ ولذا يجد الشباب لغتهم الخاصة التي يتداولونها وذواتهم بهمومهم المباشرة مجسدة في هذه النصوص فتنشأ علاقة تعاطف ما معها كما في نص «هيبيا» لمحمد صادق، اذ يرون اللغة حارة تتشكل عيونا تحاكيهم لتنقل ملامح يومياتهم وأوجاعهم المباشرة وكأنها مصورة في مشاهد حريفة «سبايسي» في مواجهة لاوعيهم المتمرد. وهي من هذه الناحية تشبه المسلسلات الدرامية التركية والمكسيكية التي يعرف منتجوها لمن يتوجهون بها من مشاهدين؛ لتزكية أوقات الفراغ وتسليتهم.
تبقى ظاهرة «الدعاية السلبية» ودورها الفعال في انتشار النصوص التي تقع تحت طائلة المنع أو المصادرة من قبل أي جهة دينية أصولية، أو ما تنتقده أية جماعات أو تيارات إسلامية أو مسيحية متطرفة في أحد النصوص الروائية سببا جوهريا لذيوع التداول شبه السري لهذه الأعمال، فكل ما يتعرض للمنع يقع عند القارئ في شرك الفضول الذي يستدعي الحصول عليه بكل الطرق لعبا على حقيقة أن كل ما يمنع يرغب فيه.
هناك أيضا الدعاية غير الحقيقية التي تقوم بها دور النشر والتي غالبا ما تحشد لها ما يسمى الآن بـ (ألتراس) الثقافة تلك المجموعات الشبابية التي تتعامل مع مواقع الفيسبوك والمواقع الألكترونية الأخري، وتروج فيها لأحد الأعمال أو المبدعين وتصوّر النص على أنه أفضل ما كتب، وحقق أفضل نسب من التوزيع..
و قد تدعي بعض دور النشر أنها طبعت لأحد الروايات أكثر من عشرات الطبعات في حين أن كل طبعة لا تتجاوز المئتين نسخة ويمكن أن توزع على أصدقاء المؤلف فقط، هذا إن كانت هذه الإدعاءات صادقة من الأساس فهناك طبعات لا يدري عنها القارئ أو المتابع شيئا سوى أقاويل دور النشر وتصريحاتهم.
وفي ظل غياب ثقافة الإحصاءات وتوافر المعلومات والمراقبة من الجهات المؤسسية المنضبطة التي تضطلع بتقارير صادقة عن حركة الإصدارات والطبعات وأعدادها وما وزع منها في فوضى التصريحات الدعائية لدور النشر لا مجال للتيقن من هذه التقولات.
يعد أيضا تحويل بعض النصوص الروائية إلى أعمال درامية سينمائية وتلفزيونية من أهم الأسباب التي تسهم في زيادة توزيع النص كما حدث مع رواية «عمارة يعقوبيان» و«الفيل الأزرق» أو «فورتيجو».
كما تسهم حركة الترجمة إلى عدد من اللغات الأجنبية في رواج أحد الأعمال الروائية على حساب مالم يترجم منها رغم احتمال كونه أقل قيمة من الناحية الجمالية والفنية.
تسهم الجوائز أيضا في الزيادة من نسبة توزيع أحد النصوص الروائية، رغم أن حصول النص على جائزة لا يعنى أنه الأفضل فنيا في بعض التصفيات؛ فلجان التحكيم قد توجهها بعض المصالح والتوازنات السياسية أو الثقافية.
تبقى الإشكالية الرئيسية أن الكثير من هذه الأعمال التي تتصدر قوائم الأعلى مبيعا في الثلاث سنوات الأخيرة تترك المتلقي وهو خواء، لا تضيف له شيء تقريبا إلا التسلية، فهي لا تحتفظ في وعي قارئها أولا وعيه بأي قيمة تجعله أكثر إدراكا للعالم من حوله وفهما له، فما زلت أرى أن الكتب العظيمة هي التي تصنع اختلافا بذواتنا بعد قراءتها، فلا نعود كما كنا قبلها.
إشكالية أخرى تتمثل في الغياب النسبي لدور النقد الجاد وندرة المنابر المقدمة له في الصحف والمجلات اليومية، هذا بالإضافة إلى الأجواء الاحتفائية التي توسم المجال فلا يتوافر مناخ نقدي حقيقي يواجه هذه الظواهر الروائية ويتصدى لها لتبيان امكاناتها الفنية الفعلية..
قد كان من أهمّ علامات المشهد الرّوائي سطوعا ولفتا للانتباه، هو صعود جمهور القرّاء معه، والتمرّد على النقد الرسميّ الصّادر من الأكاديميّة، وهي الظّاهرة التي لفتت رونان ماكدونالد فجاء كتابه «موت الناقد» استجابة لهذا الحراك في العمليّة الإبداعيّة، وتبادل الأدوار بدخول عامل جديد على حساب الناقد الأكاديمي الذي أعلن ماكدونالد موته، متمثلا في القارئ الذي هو في ظلّ نظرية الفينومينولوجيا التي شاعت خلال منتصف القرن الماضي، هو المتلقي الأوّل. لكن في ظلّ السّياقات الجديدة وما أحدثته التكنولوجيا من تفاعلية صار لاعبا أساسيّا بل ومهما في تلقي الخطابات وأيضا في تغيير مسارها، محلّلا أسباب صعود سلطة القارئ/ الجمهور، في مقابل أفول النقد الأكاديمي.
أتصور أن فكرة «الهروب» من وراء هذه الظاهرة، الانسحاب من واقع ينضح باليأس عند فئات عمرية في مرحلة المراهقة والشباب قد يكون سببا رئيسيا خاصة بعد ثورتين لم تزل الأوضاع المجتمعية بعدهما كما هي، الهروب لعوالم بديلة بعد اليأس من اللاتحقق واللا عدالة، الهروب إلى العلاقات الجنسية بما فيها الشاذة، والعلاقات العاطفية، والقصص البوليسية التشويقية أو العوالم الغيبية أو تدمير الواقع وتصوير عنفه، فليس مصادفة على سبيل المثال أنك لو نزلت لأقرب مكتبة أو دار نشر ستجد الأكثر مبيعا من الرويات يدور معظمها عن قصص الحب التي تشبة روايات عبير وقصص زهرة المترجمة، حتى إن اختلفت عنها بعض الشيء، وهي روايات تعالج قصص الحب وأضلاعها الرئيسية بتنويعات مختلفة.
مؤكد أن هناك ذائقة جديدة لقراء يؤثرون السهولة، ويميلون إلى التشويق في سياق ينطوى على التوابل المألوفة. ويلاحظ أن أصحاب هذه الذائقة من مدمنى الفيس بوك والمواقع الإلكترونية التي تعطى كما لا نهائيا من المعلومات والمشهيات القرائية، ولكنها لا تعطى فكرا نقديا، ولا نوع المثقف الذي يعرف الفرق بين قراءة التسلية العابرة وقراءة المتعة الفنية عميقة الأثر..
ويبدو أن طبيعة المراحل الزمنية الانتقالية التي ترتبك فيها القيم، وتتسع مساحات المسكوت عنه من الخطاب المجتمعى المقموع، تفرض هذا النوع المريح المسلى من الروايات الرائجة التي تشبه الأفلام الرائجة، في أنها تريح الأعصاب من القلق والتوتر وتنسى القراء العنف والإرهاب الذي يحيط بحياتهم صباح مساء. ولذلك فالروايات الرائجة لها فائدتها التي أقر بها. يبدو أن هناك حالة من الملل العام لدى الجميع، سأم الشباب من الوضع الذي يعيش فيه وأصابته الحيرة واللايقين والتشكك الذي أصبح يطال أي معنى وقيمة وأي إنسان، فربما يكون ذهاب الشباب لهذه النصوص الروائية بديلا للشك الذي أصابه من التضارب الحاصل في الفضائيات وكل ما يطرح بها من موضوعات، ولما يرونه من تلون الخبراء الاستراتيجيين، والنشطاء، والمحللين، والإعلاميين ولا سيما بعد استفحال دورهم في تكوين الرأي العام عند البسطاء من الشعب المصري والعربي، فهي حالة من التهميش المتعمد من قبل الكثير لكل هذا الضجيج الإعلامي. وقد يذكرنا هذا بظاهرة الروايات الرائجة المعتمدة على قصص الحب التي ظهرت بأوروبا بعد الحرب العالمية الثانية التماسا للدفء والعواطف والأمان الذي افتقد من جراء هذه الحروب الدامية.
من الواضح ان حالة الإحباط التي عاشتها المجتمعات العربية على نحو عام قد القت بظلالها على الأدب ونوع مايقرأ، وطبيعة مايقرأ، والهدف من قراءته أيضا. ثمة حالة من اليأس والركود تغلف الواقع العربي بكل أشكاله. وكأن القارئ في مرحلة سنية معينة شعر بعجز الأدب في مجتمعنا عن تغيير الواقع والتصدي للطموحات، واستشعر فيه عدم الجدوى، فأخذ يتعامل معه بوصفه نظرية عليا تمثل مظهرا من مظاهر الكمال الذي لا أثر له في الحياة الفعلية. وكأن الأدب الرفيع وفلسفة الوجود والقضايا العظمى تنتصر على الورق فقط. والنتيجة لم يعد هناك قراء كثر يقرؤون ليتلمسوا فكرا أو يجيبوا عن اسئلة عظيمة أو يتأملوا اعماق الوجود الإنساني وإشكالاته وتناقضاته. هناك من يقرا للتسلية فقط أو ارضاء لنزوات معينة. كما يبدو ان الأوضاع الاجتماعية المتأثرة بأعباء المعيشة والضغوط الاقتصادية المنهكة ووطأة الفقر والجهل قد اسهمت بدورها في تردي مزاج فئة أخرى من القراء في وقت أصبحت فيه الثقافة والمعرفة العميقة لاتغني اقتصاديا ولا تعود بمكافئ مادي يذكر ـــــ فلا يمكن في رصد هذه الظاهرة وتحليلها سوى الوعي بمستويات القراء واختلاف مشاربهم ـــــ هم فقط يريدون ما يؤكد سخطهم وسخريتهم من هذا المجتمع بكل ما يتضمنه من مفارقات وتفاوت طبقي، فيبحثون عن هروب من هذا الواقع العبثي وهم لا يدركون خواء هذا البديل الأدبي.
ومع تردي المستوى المعرفي والثقافي تردت الذائقة الأدبية أيضا وتراجع مستوى المتلقي، وغاب عن اطار الأدب القارئ العارف الحاذق القادر على استكناه فنون الأدب والتقاط اشاراتها الفلسفية والوجودية الصعبة.
وفي ظل هذا الغياب لقاعدة حقيقية من القراء القادرين على الارتقاء إلى مستوى النص الأدبي وفنونه ظهرت أعمال ادبية وروائية تنزل إلى مستوى ادنى بعملية عكسية واضحة.
كل هذا يجعلنا نقول ان نوعية الرائج، ووقت رواجه، ربما يعكس حالة جيل في مرحلة من مراحل الأمة التي نعيشها، وهي باختصار (غياب الهدف) والتلقي السلبي الذي ليس له موقف مما يقدم اليه، اذ لا تتعدى المسألة غالبا حدود الإلهاء ودائرة التسلية. وهو ما لايمكن ان تلبيه ببساطة الا أعمال ذات طبيعة استهلاكية ترتبط للأسف بالقاعدة العريضة والنسبة الأكبر من القراء في مجتمعاتنا العربية المترنحة تحت وطأة التطرف الديني والحروب والفقر والجهل بكل اشكاله وصوره..